# Wojciech Golimont
Wojciech (Albrycht) Golimont herbu Ślepowron – podczaszy lidzki w latach 1640–1654, sędzia grodzki smoleński w 1654 roku.
Jako poseł smoleński na sejm konwokacyjny 1648 roku był członkiem konfederacji generalnej zawiązanej 31 lipca 1648 roku. W 1654 roku był rzecznikiem poddania Moskwie Smoleńska.